# Valiatrella sororia
Valiatrella sororia är en insektsart som först beskrevs av Andrej Vasiljevitj Gorochov 2002.  Valiatrella sororia ingår i släktet Valiatrella och familjen syrsor.

## Underarter
Arten delas in i följande underarter:
- V. s. meridionalis
- V. s. sororia